# Avro 503
Die Avro 503 war ein Doppeldecker-Flugzeug des britischen Herstellers Avro.

## Allgemeines
Nach den Erfahrungen mit der 501 entstand bei Avro eine ebenfalls mit dem 100-hp-(101,4-PS)-Gnome-Motor bestückte Maschine mit geringfügig größeren Ausmaßen. Bezeichnet wurde dieses Flugzeug als Avro Type H. Wie die 501 war auch die Type H als Wasserflugzeug ausgelegt, ausgestattet mit einem Zentralschwimmer sowie Stützschwimmern an jedem Tragflügelende. Ein besonderes Augenmerk legte Avro bei der Konstruktion der Maschine auf die Möglichkeit der einfachen und schnellen Demontage des Flugzeugs.
Der erste Start fand am 28. Mai 1913 auf dem Fluss Adur statt, bereits am folgenden Tag führte Avro-Testpilot F. P. Raynham die erste Landung auf dem Meer in der Nähe von Brighton durch. Da beim folgenden Start einer der Schwimmer beschädigt worden war, wurden die Schwimmer im vorderen Bereich verstärkt.
Am 12. Juni 1913 erfolgte ein eine Stunde dauernder Demonstrationsflug über Brighton, dabei nahm Raynham einen Passagier mit und erreichte trotz des relativ hohen Gewichts ansprechende Steigleistungen.
Die Maschine, nun als Avro 503 bezeichnet, wurde Ende Juni von der Deutschen Kriegsmarine erworben, und war am 3. September 1913 unter ihrem Piloten Leutnant Langfeld das erste Flugzeug, das die Strecke Wilhelmshaven – Helgoland zurücklegte.
Eine weitere 503 wurde von der peruanischen Regierung geordert, es ist jedoch davon auszugehen, das eine Auslieferung auf Grund des Ausbruchs des Ersten Weltkrieges nicht mehr stattgefunden hat.
Für den britischen Marineflieger des Royal Naval Air Service baute Avro drei weitere 503, alle Maschinen wurden bis September 1914 zu Landflugzeugen umgebaut. Eine 503 stürzte am 11. August 1915 ab, das letzte dieser Flugzeuge war bis Januar 1916 in Dienst.

## Technische Daten
| Avro 503               |                                        |
| Kenngröße              | Daten                                  |
| Länge                  | 10,24 m                                |
| Höhe                   | 3,89 m                                 |
| Flügelspannweite oben  | 15,24 m                                |
| Flügelspannweite unten | 14,33 m                                |
| Tragflügelfläche       | ca. 43,4 m²                            |
| Antrieb                | ein Gnome-Motor mit 74,6 kW (101,4 PS) |
| Höchstgeschwindigkeit  | 80,5 km/h                              |
| Steigrate              | ca. 67 m/min                           |
| Besatzung              | ein Pilot, ein Passagier               |
| max. Startmasse        | 998 kg                                 |